# Amber English
Amber English (Colorado Springs, 25 ottobre 1989) è una tiratrice a volo statunitense, vincitrice della medaglia d'oro nello skeet a Tokyo 2020.

## Palmarès

### Giochi olimpici estivi
- 1 medaglia:
  - 1 oro (skeet a Tokyo 2020).

### Campionati mondiali
- 1 medaglia:
  - 1 ori (skeet a squadre a Changwon 2018).
  - 1 bronzo (skeet a Changwon 2018).